# Slamet
Le mont Slamet, en indonésien Gunung Slamet, est un stratovolcan actif dans la province indonésiene de Java central.

## Géographie
Le Slamet possède un ensemble de quelque 36 cônes volcaniques sur ses flancs sud-est et nord-est, et un cône unique sur son flanc ouest. On trouve quatre cratères à son sommet.

## Histoire
Des éruptions historiques ont été rapportées depuis le XVIIIe siècle.